# Joy Grieveson
Elizabeth Joyce « Joy » Grieveson (née le 31 octobre 1941 à Marylebone) est une athlète britannique, spécialiste des épreuves de sprint. 
Elle remporte la médaille d'argent du 400 m lors des championnats d'Europe de 1962, devancée par la Soviétique Mariya Itkina.